# 대한민국 민사소송법 제37조
대한민국 민사소송법 제32조는 관할에 관한 직권조사에 대한 민사소송법 조문이다.

## 조문
제37조(이송결정이 확정된 뒤의 긴급처분) 법원은 소송의 이송결정이 확정된 뒤라도 급박한 사정이 있는 때에는 직권으로 또는 당사자의 신청에 따라 필요한 처분을 할 수 있다. 다만, 기록을 보낸 뒤에는 그러하지 아니하다.